# Circonscription du territoire français des Afars et des Issas
Le Territoire français des Afars et des Issas était composé d'une circonscription législative.

## Historique des députés
| Législature | Début de mandat | Fin de mandat  | Député                 | Parti politique | Observations |
| ----------- | --------------- | -------------- | ---------------------- | --------------- | ------------ |
| IVe         | 11 juillet 1968 | 1er avril 1973 | Abdoulkader Moussa Ali | UDR             |              |
| Ve          | 2 avril 1973    | 2 avril 1978   | Omar Farah Iltireh     | UDR             |              |

## Historique des élections

### Élections de 1968
| | Abdoulkader Moussa Ali sortant réélu | UDR (URP)      | 27 548 | 85,07  |  |  |  |
| | Issa Ahmed Mohamed                   | Sans étiquette | 4 836  | 14,93  |  |  |  |
| |                                      |                |        |        |  |  |  |
| Inscrits | Inscrits                             | Inscrits       | 41 425 | 100,00 |  |  |  |
| Abstentions | Abstentions                          | Abstentions    | 5 893  | 14,23  |  |  |  |
| Votants | Votants                              | Votants        | 35 532 | 85,77  |  |  |  |
| Blancs et nuls | Blancs et nuls                       | Blancs et nuls | 3 148  | 8,86   |  |  |  |
| Exprimés | Exprimés                             | Exprimés       | 32 384 | 91,14  |  |  |  |
| Source : France, Ministère de l'intérieur. Les Élections législatives. Métropole., la Documentation française, 1974 (lire en ligne) |                                      |                |        |        |  |  |  |

### Élections de 1973
| | Omar Farah Iltireh élu | Divers droite  | 25 105 | 74,1   |  |  |  |
| | Ibrahim Harbi Farah    | PS             | 9 125  | 25,9   |  |  |  |
| | Ahmed Mohamed Ahmed    | Divers droite  | 0      | 0      |  |  |  |
| | Houmed Abdallah Ahmed  | Divers droite  | 0      | 0      |  |  |  |
| | Idriss Issa Ali        | Divers droite  | 0      | 0      |  |  |  |
| |                        |                |        |        |  |  |  |
| Inscrits | Inscrits               | Inscrits       | 45 031 | 100,00 |  |  |  |
| Abstentions | Abstentions            | Abstentions    | 9 191  | 20,41  |  |  |  |
| Votants | Votants                | Votants        | 35 840 | 79,59  |  |  |  |
| Blancs et nuls | Blancs et nuls         | Blancs et nuls | 610    | 1,7    |  |  |  |
| Exprimés | Exprimés               | Exprimés       | 35 230 | 98,3   |  |  |  |
| Source : France, Ministère de l'intérieur. Les Elections législatives . Métropole., la Documentation française, 1974 (lire en ligne) |                        |                |        |        |  |  |  |

Le suppléant d'Omar Farah Iltireh était Abdoul Kader Hassan, député de Dikhil. Omar Farah Iltireh était inscrit au groupe UDR.